# Psydrax pergracilis
Psydrax pergracilis är en måreväxtart som först beskrevs av Thomas Fulton Bourdillon, och fick sitt nu gällande namn av Colin Ernest Ridsdale. Psydrax pergracilis ingår i släktet Psydrax och familjen måreväxter. Inga underarter finns listade i Catalogue of Life.